# ミホル・マーティン
ミホル・マーティン（Micheál Martin、1960年8月1日 - ）は、アイルランドの政治家。現在は首相（第15代）。共和党所属の国会議員（コーク南中部）で、同党の党首（第8代）も務めている。
副首相、外務大臣、国防大臣、外務大臣（第27代）、保健児童大臣（第21代）、企業通商雇用大臣（第29代）、文部科学大臣（第31代）を歴任した。

## 概要
1992年から1993年までコーク市長、1997年から2000年まで文部科学大臣を務めた。その後、保健児童大臣を務め、2004年にはアイルランドのすべての職場での喫煙を禁止し、保健サービス委員会（HSE）を設立した。アイルランドは職場での全面禁煙を導入した最初の国だった。2004年から2008年まで企業通商雇用大臣を務めた後、ブライアン・カウエン外務大臣に任命された。2009年には外務大臣として初めてラテンアメリカを訪問し、アイルランドの大臣として初めてキューバを公式訪問した。同年、シャロン・コミンズとヒルダ・カユキの誘拐事件を受けてスーダンのハルツームを訪問した。2010年には、2007年にハマスがガザを支配して以来、初の欧米の外相としてガザを訪問した。
2011年1月18日、ブライアン・カウエンは外務大臣の辞任を受け入れた。1月26日、マーティンは4日前にカウエンが党首を辞任した後、共和党の第8代党首に選出された。2011年の総選挙では、マーティンは党を85年の歴史の中で最悪の結果に導き、57議席を失い、人気投票でのシェアは17.4％に低下した。2016年の総選挙では、共和党は大幅に改善し、議会での議席数は2011年の20議席から44議席へと2倍以上に増えた。2020年の総選挙では、共和党が最大政党となり、38議席を獲得し、シン・フェイン党の37議席に1議席差をつけた。2020年6月27日には、統一アイルランド党、緑の党との歴史的な協定の一環として連立政権を率いて党首に任命された。

## 経歴

### 政界入りまで

#### 生い立ち
コークで生まれ育ったマーティンは、元国防軍の兵士、アイルランド交通グループ（CIÉ）の社員、アイルランドの国際ボクサーでもあるパディー・マーティン（1923年 - 2012年）とアイリーン・コルベット（1929年 - 2010年）の息子であり、5人家族の3番目の子どもである。マーティンの長兄ショーンと双子の弟パドレイグは、コークの地方政治に関わるようになった。妹のアイリーンとマーレイドは政治関係者ではない。

#### 学生時代
マーティンは、ユニバーシティ・カレッジ・コーク（アイルランド国立大学コーク校）でリベラル・アーツを学ぶ前は、Coláiste Chríost Rí に通っていた。マーティンが政治に関与するようになったのは、大学生の時だった。党の若者の翼である青年共和党の一員であり、後に全国委員長を務めた。マーティンは学士号を取得した後、政治史の修士号を取得した。その後、教育高等学位を取得し、プレゼンテーション・ブラザーズ・カレッジで歴史の教師となった。2009年には、学生時代の修士論文の『Freedom to Choose: Cork and Party Politics in Ireland 1918–1932（選択の自由：1918年から1932年のコークとアイルランドにおける政党政治）』を書籍として出版した。

### 政界入り
マーティンの教師時代は短かったが、1985年に共和党候補としてコーク県のコーク市議会に当選し、わずか1年で政治家に転身した。この地元での活動がきっかけで、2年弱後には国政に進出することを決意した。1987年の総選挙では、4人の共和党候補のうちの1人としてコーク南中部選挙区に立候補したが、4人の中で最も少ない票で落選した。1988年には共和党の全国執行部の一員となった。
1989年には、当時の首相のチャールズ・ホーギーが解散総選挙を招集し、コーク南中部で再び共和党の切符に加えられ、その際にアイルランド国民議会下院（ドイル・エアラン）に当選した。その後の選挙でも再選されている。
国会議員（TD）としての最初の数年間は、犯罪、金融、アイルランド語などを扱う数々の委員会の委員を務め、1992年にはコーク市長に就任した。2年後の1994年12月には、共和党の新党首にバーティ・アハーンが選出された。1997年から2000年まで文部科学大臣、2000年から2004年まで保険児童大臣、2004年から2008年まで企業通商雇用大臣、2008年から2011年まで外務大臣、2011年から2020年まで野党院内総務となった。2011年からは、共和党党首に就いた。
2020年6月27日、第15代首相に就任。
- ヒラリー・クリントンらと（2010年9月21日）
- 米国のジョー・バイデン大統領とオンラインで会談（2021年3月17日）
- フィンランドのサンナ・マリン首相と（2022年4月8日）

## 内閣府

### 文部科学大臣（1997年 - 2000年）
1997年の総選挙で共和党が政権に復帰すると、36歳のマーティンは文部科学大臣に任命された。バーティ・アハーンの最初の内閣の最年少大臣であった。文部科学大臣としての在任期間は、すべての教育への支出が増加したことが特徴であったが、初等教育のカリキュラムの見直しや特別支援員の導入など、多くの教育政策も開始された。

### 保健児童大臣（2000年 - 2004年）
2000年1月の内閣改造で、マーティンは保健児童大臣に任命された。マーティンの前任者、ブライアン・カウエンは、「地雷」はいつ爆発してもおかしくないと「アンゴラにいるようなもの」と位置を説明していた。
厳しい反対にもかかわらず、2003年1月30日にマーティンは、パブやレストランを含むアイルランドのすべての職場での禁煙を2004年1月1日に禁止を実施する意向を発表した。2003年9月にはニューヨークを訪問し、同様の禁止措置がどのように機能しているかを視察し、国連本部でたばこ規制に関する国際連合の枠組み条約に署名した。2004年3月29日に導入され、アイルランドは世界で初めて職場での全面禁煙を導入した国となった。2004年9月4日にグラスゴーで開催された欧州呼吸器学会から禁煙の功績が認められ、マーティンは賞を授与された。
保健委員会の廃止と保健サービス委員会（HSE）の幹部の設立を検討し、2002年1月31日から薬局の規制を緩和した。
2003年10月、マーティンは1940年代から1950年代にかけてアイルランドの病院で起こった恥骨切開術の症例を調査し、その影響を受けた患者に無料の医療を提供することを約束した。

### 企業通商雇用大臣（2004年 - 2008年）
2004年9月にはメアリー・ハーニーと政権交代し、企業通商雇用大臣に就任した。翌年の9月には、生活費に関する経済記録がアイルランド放送協会（RTÉ）のテレビ番組『Rip-Off Republic（リップオフ・リパブリック）』の取材を受けた。これによりマーティンは、物議を醸していた1987年の原価以下の食料品の販売を禁止する食料品令を廃止することになった。
2008年2月29日には、アイルランド市民防衛軍と名乗る団体からの死の脅迫と散弾銃の弾丸を含む手紙が、ダブリンの不妊治療クリニックでマーティンに投函された。

### 外務大臣（2008年 - 2011年）
2008年5月のバーティ・アハーンの辞任に伴い、マーティンはブライアン・カウエンの共和党党首候補を支持した。
2008年5月13日に行われた内閣改造では、ブライアン・カウエンの当選に伴い、マーティンは外務大臣に就任した。最初に扱わなければならなかった問題の一つは、リスボン条約の国民投票であった。マーティンは政府の選挙運動を主導し、政府・野党の圧倒的多数が賛成投票を支持したにもかかわらず、有権者は政府の提案を拒否した。マーティンとカウエンはリスボン条約の批准を支持するアイルランド国民を説得することができず、2008年6月12日の国民投票で表明されたこの抗議は、政府を大きな政治的危機に陥れた。
2009年2月、マーティンは初めてラテンアメリカを訪れ、メキシコとハバナに立ち寄った。アイルランド政府の大臣がキューバを公式訪問するのは初めてのことだった。
2009年9月には、スーダン政府とシャロン・コミンズとヒルダ・カユキの誘拐事件について話し合うためにハルツームを訪れた。
2010年2月7日には、カナダのオタワにある440万ユーロのアイルランド大使館の再開発を擁護した。2月22日、ブリュッセルではマフムード・アル・マブーフ暗殺事件でアイルランドのパスポートが不正に使用されたことをめぐり、イスラエルのアヴィグドール・リーベルマン外務大臣と会談した。
2010年3月17日には、ホワイトハウスでバラク・オバマ大統領とブライアン・カウエン首相とともに会談した。
2010年5月26日、北京で中華人民共和国の高官と会談し、中国とアイルランドの関係について議論した後、上海へ向かった。上海では、2010年の上海国際博覧会を訪問した。
2010年6月28日、ウガンダとエチオピアを5日間訪問し、大臣やビジネスマンと面会した。

#### ガザ封鎖への批判
マーティンは外務大臣としてガザの封鎖に批判的であり、特に2009年に同地域への立ち入りを拒否された。スペイン（EU議長）に手紙を出し、2010年に外務大臣らを現地に派遣するよう提案した。2010年2月25日には、エジプト国境を経由した1日だけの人道的ミッションで、マーティンが初めて現地を訪れた。これによりマーティンは、2007年にハマースが支配権を握って以来、ガザを訪問した初の欧米の外務大臣となった。ガザ滞在中、病院や学校を視察し、国際連合の車両も同行した。
マーティンは翌週の『インターナショナル・ニューヨーク・タイムズ』にその経験を書いている。
マーティンは、ガザ船団襲撃事件とその余波で外務大臣を務めていた。イスラエル政府に対し、「さらなる流血」に巻き込まれないよう、MVレイチェル・コリー号がガザに援助物資を届けることを許可するよう要請したと、アイルランド国民議会下院（ドイル・エアラン）で語った。

## 共和党党首

### 2011年
2010年9月、『モーニング・アイルランド』でのラジオインタビューで、ブライアン・カウエンの能力と首相としての政治的判断に疑念が浮上した。同月にマーティンは、他の閣僚のブライアン・レニハンとダーモット・アハーンが欠員が出た場合に党を率いる野望を抱いていたことを認めた。党内の一部の反体制派の共和党党員がカウエンの離党を求めたが、現職に挑戦する閣僚は一人もいなかった。それにもかかわらず、マーティンは2010年12月、アイルランド放送協会（RTÉ）のラジオ番組『サタデービュー』で、欠員が出れば共和党の指導者に立候補することに再び関心を示した。
2011年1月16日、マーティンはカウエンの党首討論で反対票を投じることを発表した。外務大臣の辞任を申し出たが、当初はカウエンに辞任を拒否された。動議の結果、カウエンが勝利した後、辞任は受け入れられた。
2011年1月22日、ブライアン・カウエンは、信任投票で勝利を収めた数日後に、共和党党首を辞任するが、首相として継続することを発表した。この日のRTÉニュースの特別番組では、多くの共和党の国会議員（TD）が登場し、マーティンの党首就任を公に支持した。同日の夜、マーティンは正式に共和党党首としての支持を求める意向を表明した。
マーティンは2011年の総選挙に党を率いて臨み、共和党がアイルランド国家史上最悪の敗北を喫して政権から一掃された。同党は、第一順位の票が半分以上に減少した。最終的に共和党は57議席を失い、85年の歴史の中で最悪の選挙成績を75％も落とした。わずか20議席の3位にまで落ち込み、79年ぶりに議会で最大政党ではなくなった。
マーティンをはじめとする共和党党の指導者は、早い段階で政府の再選はないと結論づけていたが、その敗北の深刻さに驚いていた。歴史的な規模の敗北」を受けて、マーティンは「あらゆるレベルで」党を刷新することを誓った。
シャナズ・エアラン選挙の際、マーティンは議会政党に10人の候補者の支持を推奨した。これは、共和党の評議員や現職の政党上院議員から憤りを買った。党は14議席を獲得したものの、推薦された10議席のうち5議席しか当選しなかった。
2011年8月、マーティンはゲイ・バーンを大統領選挙の候補者として打診したが、党内で論争を巻き起こし、党内候補のブライアン・クロウリーを支持した。2011年9月の世論調査では、共和党の支持率は10％までに低下し、2011年2月の選挙結果よりも数ポイント低下した。

### 2016年 - 2018年
2016年には、アイルランドの個人税をアメリカ合衆国で見られるレベルにまで引き下げる計画について統一アイルランド党を批判した。
2016年の総選挙では、マーティンは共和党を率いて158議席の議会で44議席を獲得し、緩やかな回復を遂げた。2016年には首相に向けて立候補したが、どの候補者も十分な票を得られなかった。
2018年1月、マーティンは「残酷な柔軟性と意図しない結果」を挙げ、アイルランドの妊娠中絶の緩和を支持すると表明した。具体的には、「アイルランド憲法修正第8条を廃止し、第1妊娠期の終わり近くまで依頼による中絶を認めることに賛成票を投じる」と述べたことで、共和党党内での政治的対立が一部で起きた。党の国会議員（TD）と上院議員のうち31人が修正第8条の廃止に反対票を支持した。
2018年11月には、統一アイルランド党のレオ・バラッカーとマーティンが炭素税の増税をめぐって口論したことで、アイルランド国民議会下院（ドイル・エアラン）はほぼその日のうちに休会することになった。マーティンは2018年12月、信任・供給協定の再交渉に向けた協議に入るかどうかの決定権を与えられた。また、マーティンは2019年の総選挙を否定し、アイルランドの「国益」を考慮して自身の党と統一アイルランド党の間で1年間の延長に合意した。

## 首相
2020年6月27日、マーティンは共和党の歴史的な野党である統一アイルランド党と緑の党との間で政権を握る連立政権の合意のもと、首相に選出された。93名の議員が賛成票を投じ、63名の議員が反対票を投じた。
2020年7月14日、飲酒運転の発覚を受けて、バリー・カウエンを農業・海洋大臣として解任した。
2020年8月21日、ゴルフゲートのスキャンダルを受けて、カウエンの後継者ダラ・カレアリーは、新型コロナウイルス感染症の世界的流行をめぐる国民の健康ガイドラインに反する、国民議会ゴルフ・ソサエティ主催の社交会に出席したことで辞任した。
選挙で不正行為があったとするドナルド・トランプの主張を無視して、最初にバイデンに祝意を表した指導者の一人だった。
2022年12月17日、連立与党の合意に基づき、首相の座を統一アイルランド党のレオ・バラッカーに譲り退任。自身は副首相兼外務大臣兼国防大臣に就任した。
2024年11月29日の総選挙の結果、連立与党内の緑の党が11議席を減らしわずか1議席にとどまるという惨敗を喫したこともあり、同じく連立与党の統一アイルランド党と合わせても過半数に届かない状況となったため、新政権のための連立交渉が必要となった。その後、数名の無所属議員を加えて連立政権は維持されることとなり、マーティンが首相に再登板することとなった。2025年1月23日の下院議会でマーティンの首相就任が賛成95、反対76票で承認された。

## 人物
マーティンは大学時代に知り合ったメアリー・オシアと結婚しており、5人の子どもがいる。2010年10月、マーティンの末娘のレアナは心臓病を患い、グレート・オーモンド・ストリート病院で死亡した。その11年前には、息子のルアイリが乳児期に死亡している。

## 出版
- Freedom to Choose: Cork and Party Politics in Ireland 1918–1932（選択の自由：1918年から1932年のコークとアイルランドにおける政党政治）[12]